# Дірк I
Дірк I (фриз. Durk I, нід. Dirk I; бл. 875–928/949) — граф Кеннемерланду і граф Західної Фрисландії. Засновник Голландського графства.

## Життєпис
Походив з династії Герульфінгів. Вважається сином Герульфа Молодшого, графа Західної Фризії. Втім низкою дослідників висловлюється сумнів щодо цього. Можливо Дірк був небожем Герульфа або його родичем по материнській лінії.
У 895 або 896 році після смерті Герульфа разом з братом Вальдгаром успадкував Західну Фризію. При цьому брат отримав титул графа. Втім після загибелі Вальдгара у 898 році Дірк успадкував графський титул та володіння в долині річок Ейссел, Лек, Ніфтелек та місто Тіл.
Перша письмова згадка відноситься до 916 року. Підтримував західнофранкського короля Карла III у боротьбі за Лотарингію. У 922 році Дірк I отримав від короля володіння поблизу Егмонда — у місцевості під назвою Бладелла. Саме від цієї події веде свою історію Голландське графство. Втім сам Дірк I продовжував носити титул графа Фризії або графа Західної Фрисландії.
Більша частина земель була болотистою й постійно затоплювалась. Через це графство було малонаселеним, основне населення жило в дюнах на узбережжі й в укріплених районах біля річок. Дірк I намагався активно залюднювати землі, підтримуючи створення гребель. Між 920 та 925 роками заснував Егмондське абатство Св. Адальберта.
Точний рік смерті Дірка I невідомий. Згадується в хартіях між 936 та 941 роками. Висловлюється думка, що він 939 року був учасником повстання проти східнофранкського короля Оттона I і загинув у битві при Андернасі. Також є письмова згадка про Дірка від 949 року. Разом з тим, існує гіпотеза, що це був його син Дірк Молодший, який або був співправителем батька, або панував графством нетривалий час. Новим графом став Дірк II, якого дослідники розглядають як сина або онука Дірка I.